# Nacopa melanderi
Nacopa melanderi är en fjärilsart som beskrevs av Barnes och Benjamin 1927. Nacopa melanderi ingår i släktet Nacopa och familjen nattflyn. Inga underarter finns listade i Catalogue of Life.